# Grote Prijs Raf Jonckheere 2006
De 56e editie van de Belgische wielerwedstrijd Grote Prijs Raf Jonckheere werd verreden op 25 juli 2006. De start en finish vonden plaats in Westrozebeke. De winnaar was Andy Cappelle, gevolgd door Vytautas Kaupas en Kevin Neirynck.

## Uitslag
| Grote Prijs Raf Jonckheere 2006 |                 |                         |      |
| Plaats                          | Naam            | Ploeg                   | Tijd |
| Winnaar                         | Andy Cappelle   | Landbouwkrediet-Colnago |      |
| 2                               | Vytautas Kaupas | Jartazi-7 Mobile        |      |
| 3                               | Kevin Neirynck  | Landbouwkrediet-Colnago |      |

1951 · 1952 · 1953 · 1954 · 1955 · 1956 · 1957 · 1958 · 1959 · 1960 · 1961 · 1962 · 1963 · 1964 · 1965 · 1966 · 1967 · 1968 · 1969 · 1970 · 1971 · 1972 · 1973 · 1974 · 1975 · 1976 · 1977 · 1978 · 1979 · 1980 · 1981 · 1982 · 1983 · 1984 · 1985 · 1986 · 1987 · 1988 · 1989 · 1990 · 1991 · 1992 · 1993 · 1994 · 1995 · 1996 · 1997 · 1998 · 1999 · 2000 · 2001 · 2002 · 2003 · 2004 · 2005 · 2006 · 2007 · 2008 · 2009 · 2010 · 2011 · 2012 · 2013 · 2014 · 2015 · 2016 · 2017 · 2018 · 2019 · 2020 · 2021 · 2022